# پیچ باتوم (پنسیلوانیا)
پیچ باتوم (به انگلیسی: Peach Bottom) یک منطقهٔ مسکونی در ایالات متحده آمریکا است که در پنسیلوانیا واقع شده‌است. پیچ باتوم ۴۲٫۹۸ متر بالاتر از سطح دریا واقع شده‌است.